# Andrzej Kicman
Andrzej Ryszard Kicman (ur. 30 marca 1944 w Otwocku) – polski inżynier i samorządowiec, w latach 1990–2002 prezydent Legionowa.

## Życiorys
Ukończył studia na Politechnice Warszawskiej z tytułem zawodowym inżyniera budownictwa. W 1980 był członkiem komitetu założycielskiego komisji zakładowej „Solidarności” w Stołecznej Dyrekcji Inwestycji Spółdzielczych. Po wprowadzeniu stanu wojennego działał w podziemnych strukturach związku. W 1990 stanął na czele Komitetu Obywatelskiego w Legionowie. W 1990 rada miejska w Legionowie wybrała go na urząd prezydenta miasta. Reelekcję uzyskiwał po wyborach samorządowych z 1994 i 1998. Został odwołany na kilka miesięcy przed upływem trzeciej kadencji. W 1997 bez powodzenia kandydował z listy Akcji Wyborczej Solidarność do Sejmu. W 2002 bezskutecznie ubiegał się o mandat radnego sejmiku mazowieckiego z ramienia Prawa i Sprawiedliwości.
W 2004 został wicewójtem Jabłonny. W 2006 uzyskał mandat radnego powiatu legionowskiego z listy Platformy Obywatelskiej. W 2007 objął stanowisko dyrektora Biura Administracyjno-Gospodarczego w Urzędzie m.st. Warszawy. W 2018 był kandydatem KWW Bezpartyjni Samorządowcy do sejmiku mazowieckiego.

## Odznaczenia i wyróżnienia
Odznaczony m.in. Srebrnym Krzyżem Zasługi (2011), Krzyżem Kawalerskim Orderu Odrodzenia Polski (2018) oraz Krzyżem Wolności i Solidarności (2018). Wyróżniony Nagrodą im. Grzegorza Palki przyznawaną przez Ligę Krajową (2002).